# Marquesado de Alborán
El marquesado de Alborán fue un título nobiliario español creado por Francisco Franco el 1 de abril de 1950, a título póstumo, a favor de Francisco Moreno Fernández, almirante de la Armada Española.
El título fue suprimido el 21 de octubre de 2022 tras la entrada en vigor de la Ley de Memoria Democrática.

## Denominación
Su denominación hace referencia a la isla de Alborán, en la provincia de Almería.

## Marqueses de Alborán
|                               | Titular                              | Periodo                       |
| Creación por Francisco Franco | Creación por Francisco Franco        | Creación por Francisco Franco |
| ----------------------------- | ------------------------------------ | ----------------------------- |
| I                             | Francisco Moreno Fernández           | 1950 (título póstumo)-1953    |
| II                            | José Moreno de Alborán y Reyna       | 1953-1981                     |
| III                           | Francisco Moreno de Alborán y Vierna | 1982-2022                     |

## Historia de los marqueses de Alborán
- Francisco Moreno Fernández (1883-1945), I marqués de Alborán a título póstumo, almirante de la Armada Española, jefe del departamento marítimo con sede en Ferrol, provincia de La Coruña, donde ejerció el cargo hasta su muerte.

Casó con Antonia de Reyna y Martínez de Tejada. El 23 de enero de 1953 le sucedió su hijo:
- José Moreno de Alborán y Reyna, II marqués de Alborán.

Casó con Elvira de Vierna y Sieira. El 3 de noviembre de 1982, tras solicitud cursada el 11 de diciembre de 1981 (BOE del 15 de enero de 1982) y orden del 2 de julio de 1982 para que se expida la correspondiente carta de sucesión (BOE del 26 de agosto), le sucedió su hijo:
- Francisco Moreno de Alborán y Vierna, III marqués de Alborán. Último titular.

Casó con María Urrestarazu y Cabrero, con descendencia, una hija: Jimena Moreno de Alborán y Urrestarazu.